# Заимов (парк в София)
Вижте пояснителната страница за други значения на Заимов.
„Заимов“ е парк в София, който носи името на генерал Владимир Заимов. Драматичен театър „София“, Театрална работилница „Сфумато“ и Районният център по здравеопазване се намират в парка.
Граничи с бул. „Янко Сакъзов“ на юг, ул. „Кракра“ на запад, а на север основният път в близост до парка е бул. „Александър Дондуков“.
Някои обекти в близост до парка са 1 АЕГ, Дом на културата „Средец“, Посолство на Словакия, и Националният център по заразни и паразитни болести. Паркът се намира в южната част на квартал Вл. Заимов.
Паркът „Заимов“ е първата обществена WiFi зона с безплатен интернет в София.
В продължение на 15 години след края на комунизма в България, паркът носи името парк Оборище, както е и името на едноименния градски район, в който се намира, но името му пак е върнато на „Заимов“. 

### Градски транспорт
До паркът се стига лесно, чрез следните линии на градският транпорт:
Автобусни линии: 11, 75, 213 и 404
Трамвайни линии: 20, 21 и 22
Тролейбусни линии: 1, 2, 3 и 4
Може да се използва линия М3 на Софийското метро, която минава през метростанция Театрална.